# Arothron inconditus
Arothron inconditus, tên thông thường là cá nóc bụng sọc, là một loài cá biển thuộc chi Arothron trong họ Cá nóc. Loài này được mô tả lần đầu tiên vào năm 1958.

## Phân bố và môi trường sống
A. inconditus có phạm vi phân bố ở Tây Nam Ấn Độ Dương. Đây được xem là một loài đặc hữu của bờ biển phía đông Nam Phi. Loài này được tìm thấy từ Durban đến Đông London. A. inconditus sống gần các khu vực cửa sông hoặc ở ngoài khơi, độ sâu khoảng 20 m trở lại.

## Bị đe dọa
A. inconditus có khả năng bị mất môi trường sống do sự phát triển của các hoạt động khai thác ven biển. Cụ thể, Durban là một trong những khu vực công nghiệp hóa mạnh mẽ và cũng là một trong những khu vực bị ô nhiễm nặng nhất ở Nam Phi. Vì thế, A. inconditus được xếp vào dah sách Loài sắp nguy cấp.

## Mô tả
A. inconditus trưởng thành có kích thước tối đa khoảng 40 cm. Cơ thể thuôn dài. Đầu tròn. Đầu và thân có màu nâu xám sẫm (trừ vùng bụng màu trắng) với các đường vân và dải sọc nằm phía trên vây hậu môn đến cằm. Hậu môn, gốc vây ngực và mang có các đốm tròn bao quanh; và một sọc màu đen ở mỗi bên khóe miệng, dọc theo môi dưới. Các vây có màu nâu sẫm.
Số gai ở vây lưng: 0; Số tia vây mềm ở vây lưng: 10 - 12; Số gai ở vây hậu môn: 0; Số tia vây mềm ở vây hậu môn: 10 - 12; Số tia vây mềm ở vây ngực: 18 - 19.
Cũng như những loài cá nóc khác, A. inconditus có khả năng sản xuất và tích lũy các độc tố như tetrodotoxin và saxitoxin (chủ yếu) trong da, tuyến sinh dục và gan. Mức độ độc tính khác nhau tùy theo từng loài, và cũng phụ thuộc vào khu vực địa lý và mùa.